# Jimi: All Is by My Side
Jimi: All Is by My Side é um filme britânico-irlandês sobre Jimi Hendrix, escrito e dirigido por John Ridley e estrelado por Andre 3000.
O filme conta a história do começo da carreira de Hendrix, da sua chegada a Londres, a criação de The Jimi Hendrix Experience e o início de sua fama após sua apresentação no Monterey Pop Festival. O filme foi selecionado na seção de Apresentação Especial no Festival Internacional de Cinema de Toronto 2013 e no festival de South by Southwest e foi lançado no Reino Unido em 8 de agosto de 2014. O filme exibido no Festival Internacional de Cinema de Nova Zelândia (NZIFF) em 26 de julho de 2014.

## Elenco
- André Benjamin como Jimi Hendrix
- Hayley Atwell como Kathy Etchingham
- Burn Gorman como Michael Jeffery
- Imogen Poots como Linda Keith
- Oliver Bennett como  Noel Redding
- Tom Dunlea como  Mitch Mitchell
- Andrew Buckley como  Chas Chandler
- Ruth Negga como  Ida
- Ashley Charles como  Keith Richards
- Amy De Bhrún como  Phoebe
- Clare-Hope Ashitey as Lithofayne “Faye” Pridgeon
- Laurence Kinlan como  John
- Jade Yourell como  Roberta Goldstein
- Sam McGovern como  Ted
- Robbie Jarvis como Andrew Loog Oldham

## Produção
O filme não inclui as canções escritas por Hendrix, o pedido dos realizadores de usá-los foi negado pela Experience Hendrix LLC (donos do espólio de Hendrix). Em vez disso, o filme se passa em Londres, entre 1966 e 1967 e incluir as canções que Hendrix realizou durante esses anos, pouco antes do lançamento de seu primeiro álbum, Are You Experienced.

## Controvérsias
O filme causou controvérsia, já que vários dos conhecidos de Hendrix, incluindo Kathy Etchingham, criticaram o filme como bastante fictício. Isso inclui cenas que descrevem um Hendrix violento, mostrado batendo repetidamente em Etchingham (interpretado por Hayley Atwell). Em entrevistas realizadas no momento do lançamento do filme, Etchingham descreveu Hendrix como um homem gentil e o tempo que ela passou com ele foram alguns dos melhores anos de sua vida.